# Streuobstwiesen von Darmstadt-Eberstadt/Prinzenberg und Eichwäld.
Streuobstwiesen von Darmstadt-Eberstadt/Prinzenberg und Eichwäld. este o arie protejată (arie specială de conservare — SAC, sit de importanță comunitară — SCI) din Germania întinsă pe o suprafață de 37,52 ha, integral pe uscat.

## Localizare
Centrul sitului Streuobstwiesen von Darmstadt-Eberstadt/Prinzenberg und Eichwäld. este situat la coordonatele 49°50′05″N 8°39′33″E / 49.8347°N 8.6592°E.

## Înființare
Situl Streuobstwiesen von Darmstadt-Eberstadt/Prinzenberg und Eichwäld. a fost declarat sit de importanță comunitară în iunie 2000 pentru a proteja 3 specii de animale. Situl a fost protejat și ca arie specială de conservare în martie 2008.

## Biodiversitate
Situată în ecoregiunea continentală, aria protejată conține 2 habitate naturale: Vegetație psamofilă uscată cu pășuni deschise de Corynephorus și Agrostis, Fânețe de joasă altitudine (Alopecurus pratensis, Sanguisorba officinalis).
La baza desemnării sitului se află mai multe specii protejate:
- păsări (2): capîntortură (Jynx torquilla), sfrâncioc roșiatic (Lanius collurio)
- mamifere (1): liliac comun (Myotis myotis)

Pe lângă speciile protejate, pe teritoriul sitului au mai fost identificate 7 specii de plante.